# Leichtathletik-Weltmeisterschaften 2009/Teilnehmer (Nigeria)
| Gelbes Symbol für Goldmedaillen mit stilisierten Olympischen Ringen | Graues Symbol für Silbermedaillen mit stilisierten Olympischen Ringen | Braundes Symbol für Bronzemedaillen mit stilisierten Olympischen Ringen |
| ------------------------------------------------------------------- | --------------------------------------------------------------------- | ----------------------------------------------------------------------- |
| —                                                                   | —                                                                     | —                                                                       |

Der nigerianische Leichtathletik-Verband stellte 24 Athleten bei den Leichtathletik-Weltmeisterschaften 2009 in Berlin.

## Ergebnisse

### Männer

#### Laufdisziplinen
| Athlet                                                 | Disziplin    | Vorlauf     | Vorlauf | Viertelfinale | Viertelfinale | Halbfinale         | Halbfinale         | Finale             | Finale             |
| Athlet                                                 | Disziplin    | Zeit        | Platz   | Zeit          | Platz         | Zeit               | Platz              | Zeit               | Platz              |
| ------------------------------------------------------ | ------------ | ----------- | ------- | ------------- | ------------- | ------------------ | ------------------ | ------------------ | ------------------ |
| Ogho-Oghene Egwero                                     | 100 m        | 10,30 s     | 16      | 10,19 s       | 16            | nicht qualifiziert | nicht qualifiziert | nicht qualifiziert | nicht qualifiziert |
| Olusoji Fasuba                                         | 100 m        | 10,31 s     | 20      | 10,25 s       | 24            | nicht qualifiziert | nicht qualifiziert | nicht qualifiziert | nicht qualifiziert |
| Obinna Metu                                            | 100 m        | 10,38 s     | 31      | 10,36 s       | 29            | nicht qualifiziert | nicht qualifiziert | nicht qualifiziert | nicht qualifiziert |
| Obinna Metu                                            | 200 m        | DNS         | DNS     | –             | –             | –                  | –                  | –                  | –                  |
| James Godday                                           | 400 m        | DNS         | DNS     |               |               | –                  | –                  | –                  | –                  |
| Saul Weigopwa                                          | 400 m        | 46,42 s     | 33      |               |               | nicht qualifiziert | nicht qualifiziert | nicht qualifiziert | nicht qualifiziert |
| Selim Nurudeen                                         | 110 m Hürden | 13,68 s     | 26      |               |               | nicht qualifiziert | nicht qualifiziert | nicht qualifiziert | nicht qualifiziert |
| Saul Weigopwa Noah Akwu Cristian Morton Bola Gee Lawal | 4 × 400 m    | 3:02,36 min | 6       |               |               |                    |                    | 3:02,73 min        | 8                  |

#### Sprung/Wurf
| Athlet           | Disziplin  | Qualifikation | Qualifikation | Finale             | Finale             |
| Athlet           | Disziplin  | Weite/Höhe    | Platz         | Weite/Höhe         | Platz              |
| ---------------- | ---------- | ------------- | ------------- | ------------------ | ------------------ |
| Stanley Gbagbeke | Weitsprung | 7,82 m        | 27            | nicht qualifiziert | nicht qualifiziert |
| Tosin Oke        | Dreisprung | 16,87 m       | 16            | nicht qualifiziert | nicht qualifiziert |

### Frauen

#### Laufdisziplinen
| Athletin                                                                 | Disziplin    | Vorlauf        | Vorlauf | Viertelfinale      | Viertelfinale      | Halbfinale         | Halbfinale         | Finale             | Finale             |
| Athletin                                                                 | Disziplin    | Zeit           | Platz   | Zeit               | Platz              | Zeit               | Platz              | Zeit               | Platz              |
| ------------------------------------------------------------------------ | ------------ | -------------- | ------- | ------------------ | ------------------ | ------------------ | ------------------ | ------------------ | ------------------ |
| Halimat Ismaila                                                          | 100 m        | 11,74 s        | 34      | nicht qualifiziert | nicht qualifiziert | nicht qualifiziert | nicht qualifiziert | nicht qualifiziert | nicht qualifiziert |
| Blessing Okagbare                                                        | 100 m        | DNS            | DNS     | –                  | –                  | –                  | –                  | –                  | –                  |
| Oludamola Osayomi                                                        | 100 m        | 11,49 s        | 23      | 11,55 s            | 28                 | nicht qualifiziert | nicht qualifiziert | nicht qualifiziert | nicht qualifiziert |
| Oludamola Osayomi                                                        | 200 m        | 24,24 s        | 39      | nicht qualifiziert | nicht qualifiziert | nicht qualifiziert | nicht qualifiziert | nicht qualifiziert | nicht qualifiziert |
| Folashade Abugan                                                         | 400 m        | 51,70 s        | 14      |                    |                    | nicht qualifiziert | nicht qualifiziert | nicht qualifiziert | nicht qualifiziert |
| Sorina Nwachukwu                                                         | 400 m        | 51,74 s        | 16      |                    |                    | nicht qualifiziert | nicht qualifiziert | nicht qualifiziert | nicht qualifiziert |
| Amaka Ogoegbunam                                                         | 400 m        | 52,85 s        | 22      |                    |                    | nicht qualifiziert | nicht qualifiziert | nicht qualifiziert | nicht qualifiziert |
| Amaka Ogoegbunam                                                         | 400 m Hürden | DSQ            | DSQ     |                    |                    | –                  | –                  | –                  | –                  |
| Seun Adigun                                                              | 100 m Hürden | 13,33 s        | 27      |                    |                    | nicht qualifiziert | nicht qualifiziert | nicht qualifiziert | nicht qualifiziert |
| Jessica Ohanaja                                                          | 100 m Hürden | DNS            | DNS     |                    |                    | –                  | –                  | –                  | –                  |
| Muizat Ajoke Odumosu                                                     | 400 m Hürden | 56,80 s        | 19      |                    |                    | nicht qualifiziert | nicht qualifiziert | nicht qualifiziert | nicht qualifiziert |
| Olutoyin Augustus Halimat Ismaila Seun Adigun Oludamola Osayomi          | 4 × 100 m    | 46,54 s        | 16      |                    |                    |                    |                    | nicht qualifiziert | nicht qualifiziert |
| Endurance Abinuwa Muizat Ajoke Odumosu Josephine Ehigie Folashade Abugan | 4 × 400 m    | 3:29,60 min SB | 8       |                    |                    |                    |                    | 3:28,55 min SB     | 5                  |

#### Sprung/Wurf
| Athletin     | Disziplin  | Qualifikation | Qualifikation | Finale             | Finale             |
| Athletin     | Disziplin  | Weite/Höhe    | Platz         | Weite/Höhe         | Platz              |
| ------------ | ---------- | ------------- | ------------- | ------------------ | ------------------ |
| Doreen Amata | Hochsprung | 1,85 m        | 27            | nicht qualifiziert | nicht qualifiziert |